# Tratado de Gidá (2000)

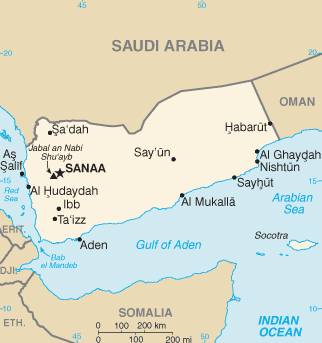
Mapa do Iêmen, mostrando a fronteira norte finalizada com a Arábia Saudita

O Tratado de Gidá de 2000 resolveu uma disputa de fronteira entre a Arábia Saudita e o Iêmen que remonta às reivindicações fronteiriças sauditas feitas em 1934.

## Antecedentes
A longa disputa surgiu a partir do Tratado de Taife de 1934 entre o Iêmen e a recém-formada Arábia Saudita e a subsequente demarcação da fronteira três anos depois. A ambiguidade na colocação da fronteira levou a reivindicações concorrentes da Arábia Saudita e do Iêmen pelo restante do século XX, complicadas por reivindicações pré-coloniais tradicionais, instalação grosseira de marcos fronteiriços e incerteza quanto ao pico exato da montanha mencionado no texto original do tratado. Duas guerras foram travadas na fronteira: em 1934 e em 1969. Em meados da década de 1990, os governos de ambas as nações reconheceram a necessidade de uma fronteira clara e mutuamente acordada, primeiro com um Memorando de Entendimento datado de fevereiro de 1995 e depois com uma reunião no Lago Como, Itália, que criou a "Linha Como" provisória no verão de 1997.
No entanto, o progresso iria parar nos próximos três anos, em parte porque as nações contestaram a localização exata da porção marítima da fronteira ao encontrar o Mar Vermelho. Isso levou a uma série de confrontos fronteiriços, incluindo o confronto entre as forças armadas iemenitas e sauditas sobre a ilha Duaima (localizada ao sul das Ilhas Farasan) em julho de 1998.

## Assinatura
Em maio de 2000, o príncipe herdeiro Abdullah da Arábia Saudita compareceu ao Iêmen pela primeira vez para comemorar o décimo aniversário da unificação do norte e do sul do Iêmen. Pouco depois dessa reunião, e de uma série de intensas negociações diplomáticas, os dois governos finalmente assinaram o Tratado de Gidá na cidade portuária saudita em 12 de junho de 2000, que entraria em vigor no mês seguinte. Os signatários do tratado foram os ministros das Relações Exteriores de ambas as nações, bem como o vice-primeiro-ministro do Iêmen, Abd al-Rahman Bagammal. O tratado dava coordenadas exatas para a fronteira terrestre e marítima e incluía provisões para os direitos pastoris dos pastores,  posicionamento das forças armadas e futura extração de riqueza natural ao longo da fronteira.

## Consequências
Em 2003, a Arábia Saudita iniciou a construção de um muro na fronteira com o Iêmen citando contrabando organizado e preocupações de segurança. Após a pressão diplomática internacional e acusações de que isso violava a zona tampão de 20 km reservada para pastagem no tratado de 2000, a Arábia Saudita concordou em interromper a construção e ambos os lados manteriam o tratado em fevereiro de 2004. No entanto, a Arábia Saudita posteriormente completaria o muro entre 2009-2010. A fronteira tornou-se cada vez mais patrulhada e as travessias restritas após os efeitos desestabilizadores da Revolução Iemenita de 2011 e o subsequente envolvimento da Arábia Saudita na Guerra Civil do Iêmen.